# Betzenbühl
Der Betzenbühl ist ein vom Regierungspräsidium Südbaden am 8. August 1969 durch Verordnung ausgewiesenes Naturschutzgebiet auf dem Gebiet der Stadt Donaueschingen im Schwarzwald-Baar-Kreis.

## Lage
Das Schutzgebiet liegt westlich des Donaueschinger Stadtteils Aufen am rechten Talhang des Brigachtals. Es gehört zum Naturraum Baar.

## Landschaftscharakter
Es handelt sich um einen Magerrasen mit Feldgehölzen und Heckenstrukturen. Letztere werden von Haseln, Schlehen und Rosen dominiert.

## Zusammenhängende Schutzgebiete
Das Gebiet gehört zum Vogelschutzgebiet Baar und liegt im Naturpark Südschwarzwald.